# NGC 428
NGC 428 é uma galáxia espiral barrada (SBm) localizada na direcção da constelação de Cetus. Possui uma declinação de +00° 58' 53" e uma ascensão recta de 1 horas, 12 minutos e 55,6 segundos.
A galáxia NGC 428 foi descoberta em 20 de Dezembro de 1786 por William Herschel.